# تنزانيت
التنزانيت حجر كريم يمثِّل تشكيلة من معدن يسمى الزوسيت. وبلُورات التانزانيت ثلاثية الألوان، وعند تقليب الحجر الكريم يتغير لونه من أزرق إلى غامق إلى أرجواني إلى أخضر ضارب إلى الصفرة.
وعند تسليط الحرارة على بلورات التانزانيت تصبح زرقاء فقط. واللون الأزرق هو الأكثر رواجًا، ولهذا فإن غالبية التانزانيت يُعالج بالحرارة. ويُقطع التانزانيت إلى أحجار كريمة ذات سطوح عديدة مستوية مصقولة، مما يؤكد خاصيته العاكسة للضوء. وتُستخْدم الأحجار الكريمة في الحلي مثل، الخواتم، والقلائد والأقراط.
وقد تم اكتشاف التانزانيت سنة 1967م، في تنزانيا التي سُمّي باسمها. وتنزانيا هي المصدر الوحيد المعروف للتانزانيت. ولأن المعروض منه محدود، فإن الأحجار الكريمة منه غالية الثمن.